# 난징 총통부

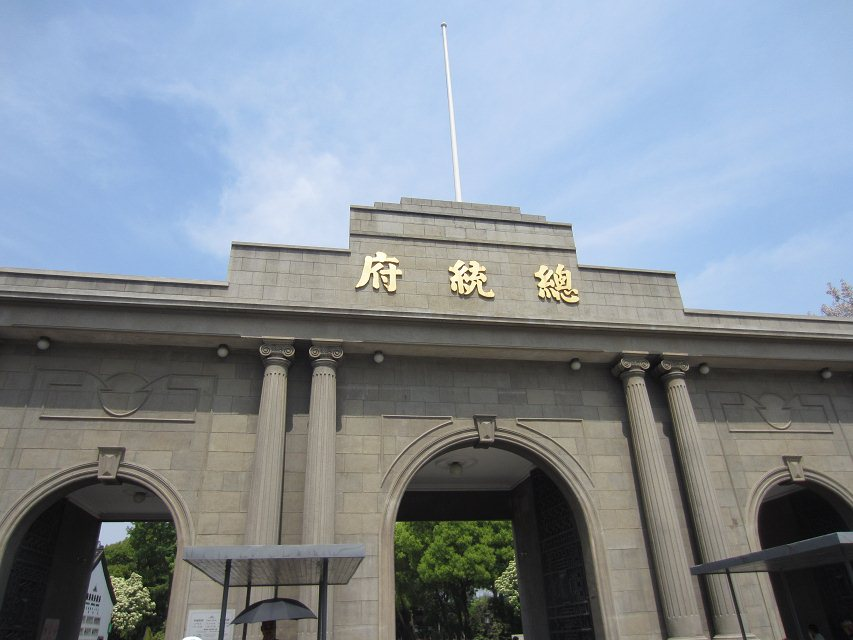
남경 총통부

난징 총통부 (남경 총통부; 南京總統府)는 중화민국에서 난징을 수도로 삼은 국민정부 때의 총통부이다. 국민정부는 이 건물을 1927년~1937년, 1945년~1949년 동안 사용하였다.
국공 내전 시기에 중국 인민해방군이 1949년 4월 23일 난징에 입성하고 하루 후인 4월 24일 총통부가 함락되자, 중화민국 정부를 타이완의 타이베이로 옮겼다. 1998년 중화인민공화국 정부에 의해 이 건물에 난징 중국 근대사 유적 박물관이 개관되었다. 2005년 4월 27일 중국 국민당 주석 롄잔이 이 건물을 방문한 바가 있다.

## 박물관
난징 총통부 박물관에는 혁명에 선행했던 농민 반란인 태평천국의 난과 쑨원의 중화민국 건국 당시의 상황과 공산당의 미화를 위해 국민당의 오류들을 지적하는 자료들이 전시되고 있다.

## 같이 보기
- 중화민국 총통부 (타이베이)